# Grand-Coulee-Talsperre
Die Grand-Coulee-Talsperre (englisch Grand Coulee Dam) ist eine Talsperre mit einer Gewichtsstaumauer und einem Wasserkraftwerk am Columbia River im US-Bundesstaat Washington. Neben dem Hoover Dam gehört sie zu den bekanntesten Talsperren der USA. Der Stausee heißt Franklin Delano Roosevelt Lake, nach dem früheren amerikanischen Präsidenten Franklin Delano Roosevelt, der während der Planung und des Baus Präsident war. Er wurde 1946 zur Lake Roosevelt National Recreation Area erklärt. Der Grand Coulee Dam wurde 1997 von der American Society of Civil Engineers in die List of Historic Civil Engineering Landmarks aufgenommen.
Die Staumauer ist fast 1,6 km lang und 168 m hoch.

## Geschichte
Die Talsperre ist ein Teil des Columbia Basin Project zur Bewässerung der Gebiete an der Nordwest-Küste des Pazifik und zur Produktion von elektrischem Strom. Der Bodenaushub auf der Baustelle begann im Dezember 1933 als ein Arbeitsbeschaffungsprogramm im Rahmen der Programme des New Deal und war am Beginn des Zweiten Weltkriegs beendet. Die ursprüngliche Planung sah ein kürzeres Absperrbauwerk vor, das später bei Bedarf erhöht werden sollte. Während der Bauarbeiten wurde der Entwurf geändert und die Staumauer erhöht. Ihre Höhe wurde so gewählt, dass der Stausee nicht weiter als bis zur kanadischen Grenze reicht.

### Ursprüngliches Bauwerk
Als die Talsperre 1941 fertiggestellt worden war, war sie die größte Talsperre der Welt, gemessen am Bauwerksvolumen. Inzwischen war der Bewässerungszweck nachrangig geworden, weil im Krieg vor allem Energie gebraucht wurde. Für die Kriegsproduktion musste Aluminium hergestellt werden, wofür viel Strom benötigt wird. Die Elektrizität wurde auch gebraucht, um die Reaktoren für die Plutoniumproduktion und die Einrichtungen der Hanford Site, ein Teil des geheimen Manhattan-Projekts zur Atombombenproduktion, zu versorgen. Die Talsperre war bedeutsam für die industrielle Entwicklung der nordwestlichen Pazifikküste.
Das ursprüngliche Ziel der Bewässerung wurde nach dem Krieg wieder aufgenommen. Ein Wasserverteilungsnetz wurde gebaut, wobei ein altes Flussbett (das „Grand Coulee“) genutzt wurde, das 200 m über dem Columbia River lag. Weitere Talsperren, Pumpstationen, evtl. auch Düker oder Heber, Überleitungen und Kanäle wurden gebaut und ein gewaltiges Versorgungsnetz errichtet. Die Bewässerung begann 1951.

### Erweiterungen
Zwischen 1966 und 1974 wurde die Talsperre um das Krafthaus Nr. 3 erweitert. Dies beinhaltete, dass die nordwestliche Seite des Staudamms weggesprengt und ein neuer Abschnitt mit einem vergrößerten Staubecken gebaut wurde. Dadurch wurde die Staumauer länger und konnte sechs neue Maschineneinheiten aufnehmen. Die neuen Turbinen und Generatoren (dreimal 600 MW und dreimal 805 MW) gehören zu den größten, die jemals gebaut wurden. Die Erweiterung wurde in den 1980er Jahren abgeschlossen. Dadurch wurde die Grand-Coulee-Talsperre eines der größten Wasserkraftwerke der Welt. Die Engpassleistung wird mit 6.809 Megawatt, an anderer Stelle aber auch mit 6.180 oder 6.495 MW angegeben. Es sollen sogar 10.830 MW geplant sein.

## Auswirkungen auf die Umwelt
Die Talsperre hat negative Konsequenzen für die örtlichen Indianerstämme, deren traditionelle Lebensweise um den Lachsfang kreiste, beispielsweise an den heute überfluteten Kettle Falls als wichtiger Lachsfangstelle. Die Grand-Coulee-Talsperre und auch die Chief-Joseph-Talsperre blockieren dauerhaft die Fischwanderung der Süßwasserlaicher und entziehen ihnen mehr als tausend Meilen ihrer früheren Laichplätze. Der Stamm der Colville-Indianer lebte am Columbia River; ihr Land wurde vom Stausee überflutet, so dass sie wegziehen mussten. Der Einfluss der Talsperre beendete die traditionelle Lebensweise der Ureinwohner endgültig. Sie verklagten die Regierung, und diese entschädigte die Colville-Indianer in den 1990er Jahren mit einer pauschalen Abfindungssumme von rund 52 Millionen Dollar.

## Besichtigungen der Talsperre
Im Besucherzentrum gibt es viele historische Fotos, geologische Gesteinsprobestücke, Modelle der Turbinen und der Talsperre sowie ein gut besuchtes Theater. Seit 1989 wird an Sommerabenden eine Laserlichtshow auf die Staumauer projiziert. Die Show enthält Bilder von Schlachtschiffen und der Freiheitsstatue in voller Größe wie auch einige Bemerkungen zu den Umwelteinflüssen. Touren im neuen Krafthaus Nr. 3 sind der Öffentlichkeit zugänglich, wurden aber aus Sicherheitsgründen eingeschränkt. Besucher können mit einem gläsernen Aufzug vom Absperrschieber der Druckrohrleitung oben bis in 120 m Tiefe fahren, wo die Generatoren sind.

## Weitere Fakten
- Größte Beton-Staumauer in Nordamerika, größtes Betonbauwerk in den USA mit 9,155942 Mio. m³
- Hydraulische Fallhöhe: 116 m
- Durchschnittlicher Abfluss: 3100 m³/s
- 4 Kraftwerke, 33 Generatoren, Regelarbeitsvermögen: jährlich 21.000 GWh
- Verwendete Turbinen: Francis-Turbinen
- Größtes Wasserkraftwerk der USA, derzeit fünftgrößtes der Welt
- Über 2.000 km² werden bewässert
- Am 1. Juni 1942 floss das erste Wasser über die Hochwasserentlastung
- Eigentümer und Betreiber: Bureau of Reclamation

## Zitate über die Grand-Coulee-Talsperre
“Now the world holds seven wonders that the travelers always tell,

Some gardens and some towers, I guess you know them well.

But now the greatest wonder is in Uncle Sam’s fair land,

It’s the big Columbia River and the big Grand Coulee Dam. […]”